# محمد مهریار
محمد مهریار (۱۲۹۷ - ۱۸ اسفند ۱۳۸۹ اصفهان) نویسنده، مترجم و محقق ایرانی است.

## زندگی‌نامه
محمد مهریار تحصیلات ابتدایی را در مدارس قدیم با یادگیری ادبیات فارسی، عربی، فقه، اصول و معانی بیان بر طبق روش معمول روز آغاز نمود. سپس به کشور عراق مسافرت کرد و تحصیلات خویش را، در  بغداد و نجف ادامه داد و پس از مدتی به اصفهان بازگشت و باز به تحصیل فقه و اصول و ادب فارسی و عربی پرداخت. در عین حال از تحصیل زبان‌های خارجی (انگلیسی و فرانسه) و معارف جدید نیز غافل نماند، به طوری که در سال ۱۳۱۶ به اخذ دیپلم کامل متوسطه علمی قدیم توفیق یافت. سپس به دانش سرای عالی وارد شد و به تحصیلات عالیه در ادبیات و فلسفه اشتغال یافت. در سال ۱۳۱۹ پس از اخذ درجه لیسانس، در مدارس اصفهان تدریس مواد مختلف پون ادبیات فارسی، زبان خارجی و تاریخ را بر عهده گرفت. در سال ۱۳۳۰ وی در ادامه مسیر خویش در راه دانش آموزی به آمریکا عزیمت نمود و در دانشگاه فلوریدا و شیکاگو در رشته تعلیم و تربیت و ادبیات به تحصیل و اکمال معلومات خود پرداخت.

## تدریس
محمد مهریار در بازگشت از آمریکا به تدریس در مدارس اصفهان مشغول شد و در مواضع مختلف روان‌شناسی و تربیتی و مخصوصاً تحقیق در رشد و نمو کودک سخنرانی‌های متعدد در تهران و اصفهان ایراد کرد، که سخت مورد توجه و استقبال محققان قرار گرفت و اکثر آن‌ها به تفاریق چاپ شده‌است.
در سال ۱۳۳۶ به دانشگاه اصفهان منتقل شد و به عنوان رئیس کتابخانه دانشکده پزشکی اصفهان، کتابخانه آن دانشکده را تأسیس نمود و بر طبق اصول علمی کتابشناسی آن را آماده ساخت. زمانی که دانشکده ادبیات تأسیس شد، به دعوت دکتر فاروقی، معاونت این دانشگاه را پذیرفت و در تاریخ ۲۰ اردیبهشت ۱۳۳۹ به دانشکده ادبیات اصفهان منتقل گشت و به تدریس تاریخ ادبیات فارسی و تاریخ تطور زبان فارسی اشتغال یافت.

## اشعار
محمد مهریار، سروده‌هایی بسیاری در قالب غزل، رباعی و قصیده سروده‌است. از آن جمله رباعی زیر که به گفتهٔ خود مهریار وصف حال خویش است.
| در وادی عشق بی محابا رفتم       |  | با جوش و خروش و ناشکیبا رفتم |
| این عاقبتم نگر که بر من چه رسید |  | درمانده شدم که راه بیجا رفتم |

رباعیات :
| در وادی ایمن ار که مسکون باشی   |  | ور صاحب مال و گنج قارون باشی |
| در زور و توان ز رستم افزون باشی |  | باور نکنم ز شیخ مأمون باشی   |

غزل:
| ما را به میر و حاجب و دربان نیاز نیست |  | جز سویِ بی نیاز به کس چشم باز نیست     |
| شرح غمش به دفتر و دیوان بیان نشد      |  | زان رو که هیچ قصد بدین سان دراز نیست  |
| گفتم به آب دیده بشویم ز دل غمش        |  | دردا که هیچ چاره به جز سوز و ساز نیست |
| از شیخ شهر این عجب آمد که در عمل      |  | کرد آنچه را که خو به شریعت مجاز نیست  |
| از شرع و لایجوز و یجوزش دلم گرفت      |  | در شرع عشق صحبت نهی و جواز نیست       |
| ابروی یار قبله عشق و امید ماست        |  | عشاق را به قبله دیگر نماز نیست        |
| عشقش رسیده است حسابم در این جهان      |  | دیگر مرا قیام قیامت نیاز نیست         |
| با مهریار چون نزنم دم ز عزّ و جاه      |  | ماهی دگر چو طلعت او دلنواز نیست       |

## تالیف‌ها
از محمد مهریار به عنوان یک ایران شناس، شاهنامه پژوه، مترجم، اصفهان شناس، ادیب و سیاستمدار، بیش از هشتاد مقاله پژوهشی و چندین جلد کتاب با عنوان‌های زیر منتشر شده‌است:
1. چشم انداز تاریخ سیاسی ایران، در اصفهان.
2. اصفهان از قدیم‌ترین عهود تاریخی تا عهد سلجوقی، رساله اصفهان در گذشته و حال چاپ اصفهان
3. رساله در رشد و نمو کودک
4. قلمرو اصفهان در گذشته و حال(در تاریخ صفویه)، این کتاب در مورد عهد صفوی است و از روی نسخه عکسی  مدرسه السنه شرقیه لندن ترجمه و آماده شده‌است.
5. تاریخ ادبیات قبل از اسلام جلد اول، چاپ اصفهان.
6. تأثیر و نفوذ غرب در ایران، چاپ اصفهان
7. هلال ماه نو، ترجمه از اشعار تاگور شاعر نامدار هند، در سال ۱۳۴۱ به زیور طبع آراسته شد و در سال ۱۳۸۰ تجدید چاپ گردید.
8. راه نو در سلامت روان و تن، در سال ۱۳۴۴ در اصفهان چاپ شد.
9. شاه دز کجاست؟، این کتاب نیز دو مرتبه در اصفهان چاپ شده، یکی در سال ۱۳۴۳ و دیگری در سال ۱۳۷۹ در مجموعه کتاب‌های «کنگره بزرگداشت اصفهان».
10. سقوط اصفهان، گزارش‌های گیلاننتز دربارهٔ هجوم افغانان و سقوط اصفهان، این کتاب نیز دو مرتبه چاپ شده، یکی در سال ۱۳۴۴ و دیگری در سال  ۱۳۷۱ در مجموعه کتاب‌های «کنگره بزرگداشت اصفهان».
11. ترجمه سفرنامه سانسون (وضع کشور ایران در عهد شاه سلیمان صفوی) ، در ۱۳۷۷ در مجموعه کتاب‌های «کنگره بزرگداشت اصفهان».
12. آناباز، ترجمه شعر سن ژون پرس، به اتفاق محمود نیکبخت، انتشارات فردا، ۱۳۸۰.
13. فرهنگ جامع نام‌ها و آبادیهای کهن اصفهان (سه جلد در دو مجلد)، در سال ۱۳۸۲ در در مجموعه کتاب‌های «کنگره بزرگداشت اصفهان» به چاپ رسید.